# Magyar Színház (Budapest, 1897–1948)
A budapesti Magyar Színház 1897-es alapításakor a főváros hetedik állandó magyar színházaként (a Várszínház – Nemzeti Színház, budai Népszínház Népszínház, Operaház, óbudai Kisfaludy Színház, Vígszínház után) nyitotta meg kapuit az Izabella (1964 őszétől pedig Hevesi Sándor nevét viselő) téren. A magánszínház 1897. október 16-i megnyitásától az 1948-as államosításáig működött.
Épületét többször és jelentősen átépítették, amiben folyamatosan, így a 21. században is színház működik. Bár a minisztérium a Magyar Színház nevet adta az 1966 óta folyamatosan ott játszó, 2000-ben átkeresztelt állami fenntartású intézménynek, az nem a korábbi azonos nevű színház, hanem az első Nemzeti jogutódja.

## Története

### Előzmények
Rákosi Szidi – a Nemzeti Színház művésznője, Rákosi Jenő húga – 1895. február 8-án nyújtotta be első kérvényét a főváros tanácsához. Eszerint Józsefvárosban, az Erzsébetváros felőli oldalon, olcsó helyárú polgári színházat létesített volna, amely közönsége elsősorban a főváros művelt kereskedő- és iparosrétege, valamint a hivatalnoki kara lenne, műsorában is ezek igényeihez alkalmazkodva a klasszikus dráma kivételével minden drámai műfajt játszana, de leginkább operettel és énekes vígjátékokkal töltené ki játékrendjét. Ezt követően, annak ellenére, hogy már ekkor Budapest főváros tanácsának elvi támogatásával bírt – mivel a törvényhatóság szintén érzékelte a főváros és különösen Budapest Nagykörúton kívül eső területeinek színházi ellátatlanságát –, mégis, csaknem három év telt el, mire a színház pontos helyét kijelölték és tető alá hozták. Az épület végleges helyét végül városi segítség nélkül szerezték meg. Rákosi Szidi húgának férje, Evva Lajos vásárolta meg a Barnaszeder-család tulajdonát képező Szövetség, Izabella és Wesselényi utcák által határolt ingatlant 1896. február 10-én 70 000 forintért. Noha a terület közlekedés szempontjából már akkor sem volt ideális helyen, hiszen négy főútvonal által határolt négyzet közepére esett, így távolabb volt a kor megszokott közlekedési eszközeinek állomásaitól, bíztak a művészi koncepcióban. Evva, amikor a Magyar Színház ügye és Rákosi Szidi mellé állt 1896-ban, az akkor már másfél évtized óta általa vezetett Népszínház irányítását a Népszínházi Bizottmány épp kivette keze alól. Felismerte a családhoz fűződő intézményben kínálkozó lehetőséget, amit sikeres színház-vezetési tapasztalata és ismertsége alapozott meg.
Mivel a színház felépítéséhez és a vállalkozás beindításához jelentősebb anyagi eszközökre volt szükség, mint amik Evva rendelkezésére álltak, 1896. szeptember 14-én megalapították a Magyar Színház Részvénytársaságot, ezzel az alapítók köre kibővült. A 980 000 forint alaptőkét kitevő, egyenként 5.000 forint névértékű 56 darab részvény megoszlásáról nincsenek pontos adatok és az alapításról is nagyon kevés hír szivárgott ki.
A részvénytársaság elnöke Evva Lajos, alelnöke Tomcsányi László lett. Művezető-igazgatónak Relle Ivánt választották.

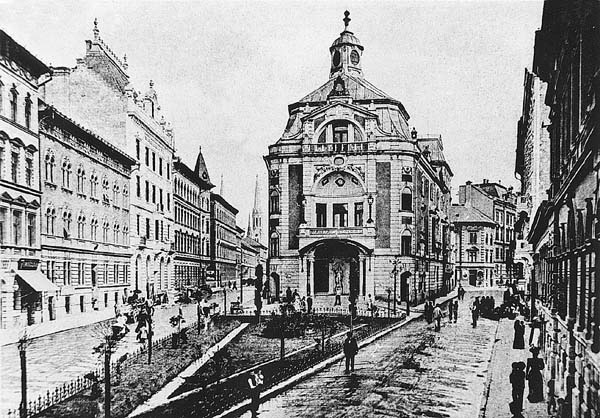

A színház működtetésére két lehetőség kínálkozott: a bérbeadás, vagy hogy a részvénytársaság saját kezelésében és közvetlen irányítás alatt áll. 1901-ig ez utóbbi valósult meg, ami a színház művészeti és gazdasági ügyeinek szétválasztását jelentette. A Magyar Színház alapszabályából következően kettős irányítás látta el vezetést. Ennek egyik eleme a művészeti vezetés volt, ami élén a részvénytársaság által szerződés alapján megbízott művészeti igazgató állt, aki a műsorpolitikáért felelt beszámolási kötelezettséggel, de az általa vezetett színház gazdasági ügyeibe tényleges beleszólása szinte nem volt. A másik eleme maga a részvénytársaság, illetve az általa választott "legalább négy, legfeljebb hét tagból" álló igazgatóság volt, akik jogkörébe az előbbi megvalósításához szükséges anyagi fedezet és a színház pénzeszközeivel való tényleges gazdálkodás tartozott úgy, hogy a társaság végrehajtó bizottsága által a művészeti ügyekbe közvetlen beavatkozási jogot szerzett. Így tehát a szerződtetések fontos és létkérdésében megkötötték a művészeti vezető kezét. Ez azért fontos, mert e miatt az ötletet adó Rákosi Szidi és Evva Lajos, akik a színház életében és a színház művészeti irányításában járatosak voltak és hosszú évek tapasztalatait hozták magukkal, nem volt azonos azzal a körrel, amely a színház mögött állt tőkéjével, és az intézet gazdasági stabilitását biztosította.

### Kezdeti évek 1897–től
A megnyitó előtti héten tartott első színházbejáráskor a budapesti lapok színházi kritikusain kívül jóformán minden aktiv magyar színműíró és az összes budapesti színház képviselete (igazgatóik és tisztviselőik által) megjelent. Többek között a Nemzeti Színház és Opera nevében Pluszár Kálmán kormánybiztos és gróf Festetics Andor igazgató és Várady Antal dramaturg, a Népszínházéban Porzsolt Kálmán jelent meg, a Vígszínházat gróf Keglevich István, a nyári színműintézeteket Feld Zsigmond, az óbudai Kisfaludy Színházat Serly Lajos, a Nemzeti Színház Nyugdíjintézetét Fenyvessy Ferenc és Pázmándy Dénes képviselték. A vendégeket Evva Lajos, a Magyar Színház részvénysársaság elnöke, Relle Iván igazgató, Fáy Béla titkár és Hegedűs Béla országgyűlési képviselő, a színház főrészvényese fogadta és vezette körbe.
Az 1897. október 16-ai megnyitón – amiről a Vasárnapi Ujság számolt be – miniszterek és sok előkelőség megjelent. Az eseményt Szávay Gyula Az első lépés című színjátéka nyitotta meg, melyben versekkel üdvözölték Thalia új hajlékát, s a színpadon megszemélyesítve megjelenő Művészet és Irodalom pártfogásába ajánlották. A következő jelenet a Nemzeti Színház megnyitásának napját jelenítette meg, a háttérben a Nemzeti Színház első épületének képe tűnt elő, Földváry Gábor alispán üdvözlő szózatával és a Himnuszt éneklő lelkes diákok karával. Ezt követően a Magyar Színház képe tűnt fel és elhangzott a Szózat, a „fiatal Magyar Színház” pedig e szavakkal fordult a közönséghez: «Ugy-é, hogy megérjük, édes közönségem, / Ezt az ünnepet? / Meglásd úgy vigyázok, hogy csak állandóan / Tetszhessem neked! / Hova te vágyódol, engem oda csalsz egy / Pillantás alatt, / S a hol szépet tudok, én tégedet oda / Elcsábítalak.» Ezek előadói Somló Emma, Szarvasi Ilona és Székely Sándor voltak. Nyitóelőadásként egy angol operett került színre A gésák, vagy egy japáni teaház története, Sidney Jones zenéjével. Vlád Gizella, Somló Emma, Bózsa Lili, Sziklay Kornél, Szilassy Rózsa, Győző Lajos, Szentmiklóssy Béla, Kalmár József, Odry Zuárd és Boross Endre adták elő.

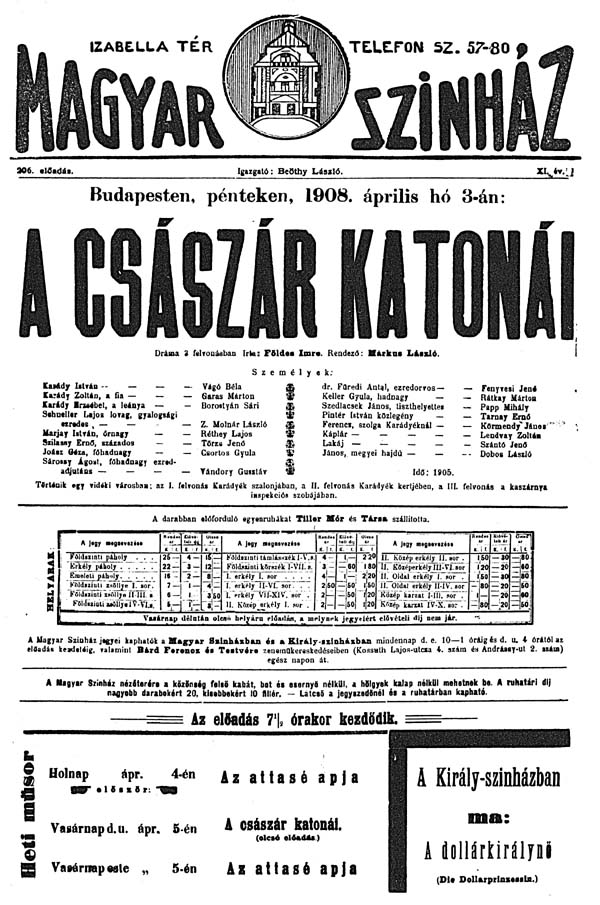
1908-as színlap

A külvárosnak számító városrészben azonban a színház első éve meglehetősen sikertelen maradt. Így Relle Iván után 1898 májusában az akkor még alig 25 éves Beöthy László vezetése alá került. Fiatalos lendületével sikerre is vitte a műintézményt. A századfordulón francia, angol darabokat, illetve ez utóbbi sajátosságait felhasználó, látványos operetteket játszott a színház. Amikor azonban Fedák Sárit akarta szerződtetni, akit az Rt. elnöksége nem tartott elég tehetségesnek, megromlott a viszony, ami egy igazgatóválságba torkollott. Beöthy 1900. január 20-án lemondott, a színházat június 10-én Rajna Ferenc vette át, de következő év május 17-én ő is megvált az intézettől, amelyet ekkor főrendezői minőségben Szilágyi Vilmos vezetett amíg az új évad elején működésbe léphetett Leszkay András. Vezetése idején elődei drámai előadásokkal való kísérletezésének véget vetett és a Magyar Színház az új magyar és a bécsi operett otthona lett, bár egyik legsikeresebb előadása már a revü felé hajlott, igyekezett minőségi előadásokkal ellátni közönségét. Társával, Zoltán Jenővel 6 évig vezették sikeresen, de nehézségek között az intézményt. 1907-ben Zoltán elhagyta a színházat, Leszkay pedig gazdasági főnökként működött tovább. A bérletet átruházta Beöthy Lászlóra, aki titkárával, Lázár Ödönnel 1918-ig igazgatta a Magyar Színházat, a Király Színház vezetése mellett. Társulatának tagjait nagyobbrészt az 1904-ben alakult Thália Társaságból szervezte meg és az intézet kizárólag drámai színházzá alakult, rendezői Márkus László és Vajda László voltak. 1907 és 1917 között 3459 eladást játszottak, amiből 273 magyar és 191 külföldi szerző darabja volt. A legnépszerűbb előadásai Bíró Lajos: Sárga liliom, Molnár Ferenc: A farkas és a francia és Edmond Rostand: A sasfiók voltak. A részvényesekkel nem volt jó Beöthy viszonya, ezért 1911-ben titkára és egy színész, Kardos Andor segítségével megszerezte a Magyar Színház Rt. részvényeinek többségéty, így 33 részvénnyel főrészvényese lett a vállalatnak. Gazdasági és politikai kapcsolatait családja révén alapozta meg, azonban kártyaadósságai miatt, édesanyja, Rákosi Szidi, – aki annak révén tudta akaratát érvényesíteni, hogy rendezte ezeket, – rendszeresen beleszólt a színházak működésébe, a programok kialakításába.

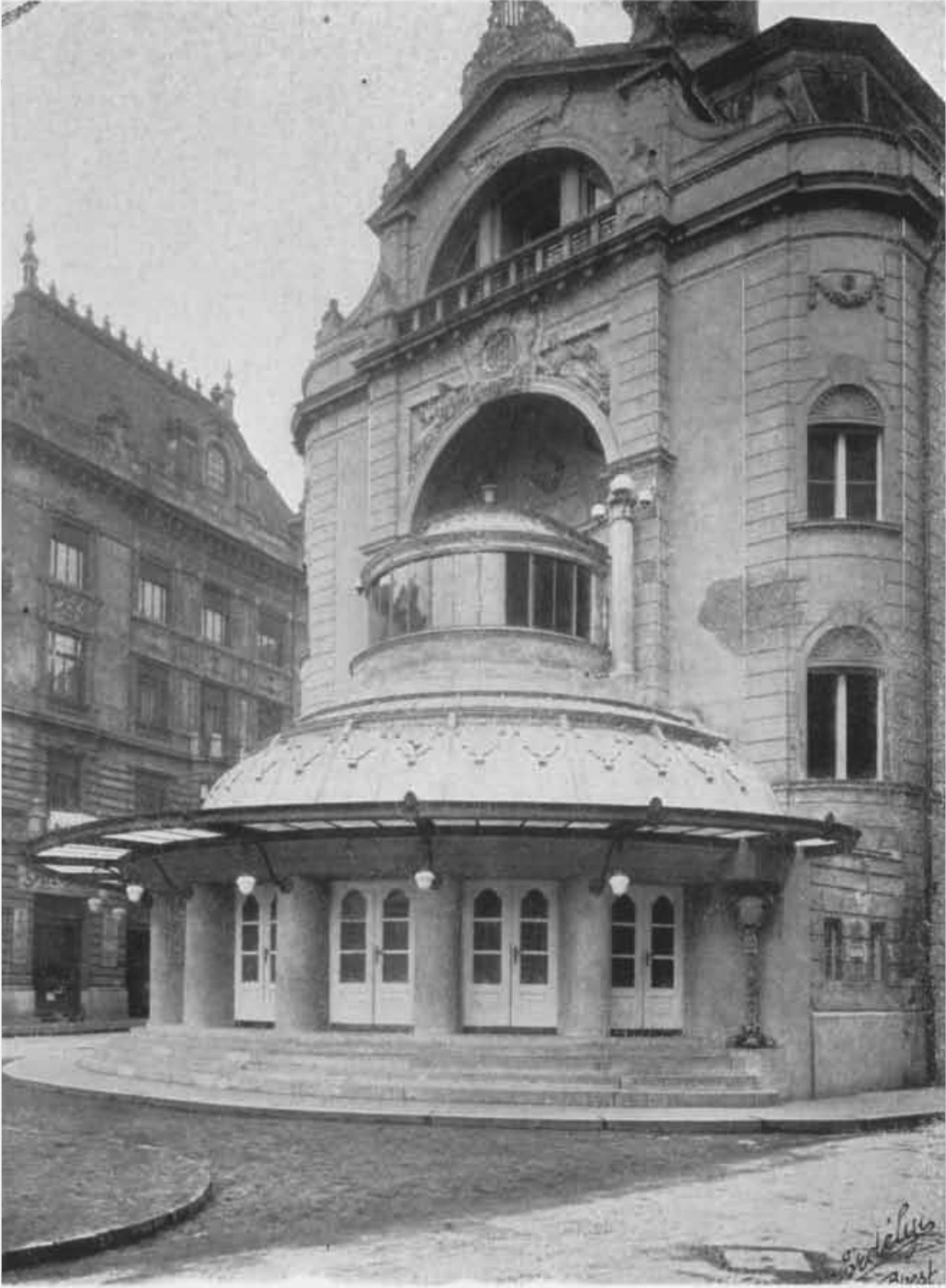
Az átépített homlokzat Erdélyi Mór fotóján

1914-ben átépíttette a színházat Vágó László építésszel. Az új előcsarnok mellett a nézőtér férőhelyeit ügyes átrendezéssel jóval ezer fölé növelték. A megújult intézet így a kor egyik legmodernebb színháza lett.

### Az első világháborútól

#### A Unió Színházüzemi és Színházépítő Részvénytársaság alatt
Az első világháború folyamán a hadviselés érdekei alá rendelődött a gazdaság és a kultúra is.
Az első világháború folyamán a Magyar Színház Részvénytársaság beolvadt az Unió Színházüzemi és Színházépítő Részvénytársaságba – ami működése során további hat színházat és három bérházat vett kezelésébe. A társaság egyik elnöke, báró Kohner Jenő (utóda 1918-as hirtelen halálát követően Teleki Sándor lett, aki hamarosan szintén meghalt a zaklatott kor kihívásaitól), illetve a Magyar Városi Bank érdekeltjeinek anyagi támogatásával 1918. májusában Beöthy László hozta létre ezt az amerikai, tröszt típusú vállalkozást. Kezdetben Magyar Színház és Király Színház bérleti jogait szerezték meg, amiknek továbbra is ő és Lázár Ödön maradtak a vezetői. A Magyar Színház igazgatásával Vajda Lászlót bízták meg.
Az Unio nagyszabású terveit hamar megtörte az országra hulló történelmi csapások sora: a világháborús vereség, az őszirózsás forradalom, az 1919-es magyarországi Tanácsköztársaság, román megszállás, Trianon, a gazdasági visszaesés és az infláció. Az 1919 márciustól augusztusig tartó időszakban Unió Rt. színházait is államosították (szocializálták, a gazdag színházi felszereléssel együtt) és a vállalat pénztárából a leltározás során 150 000 korona készpénzt elraboltak és még a vállalat haszna elmaradt, a Magyar Színház mégis nyereséggel zárta az évet, amit nagy részben Fedák Sári szerepvállalásának is köszönhettek (aki részt vett a kor politikai mozgalmaiban). 1920-ra ugyan már politikailag stabilizálódott az ország helyzete, de gazdaságilag nagy volt a bizonytalanság, ezt kihasználva a vállalat újabb négy színházat szerzett meg magának, sőt, belefogtak a Corvin Mozgóképszínház Rt. megalapításának.

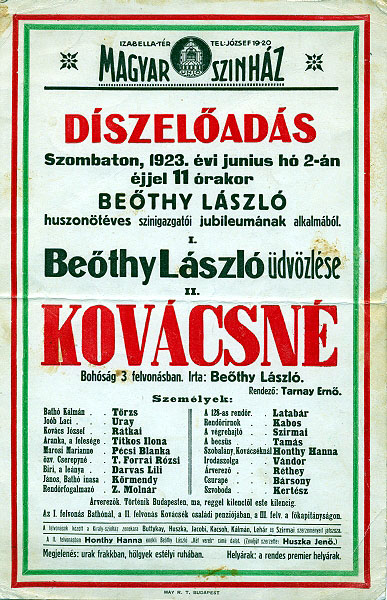
Plakát Beöthy László 25 éves színigazgatói jubileumának díszelőadásáról

1922-ben Vajda László a bécsi Sascha Filmvállalat vezetője lett és távozott a színház éléről, helyére Beöthy került. A Magyar Színháznak ekkor 38 színésze volt. Bár a művészi, irodalmi sikerek és a színházak látogatottsága a válság idején sem maradt el, az Unió Rt. elindult a csőd felé, bukását több tényező okozta. Egyrészt gazdasági terjeszkedése meghaladta teherbíró képességét, az üzemköltség nem állt arányban sem az elért, sem a várható bevételekkel. Másrészt Beöthy maga is túlköltekezett (birtokvásárlás, játék-, kártyaadósságok). Így, ezek és az 1924-es „tőzsdepánik” (a korona romlása) miatt, a Kohner-család eladta részvényeit, kihátrált a vállalkozásból. Május 17-én a vezetőség kicserélődött. Az addigi vezérigazgatója, Beöthy László visszavonult, passzív, „díszes ” elnöke lett a vállalatnak és nem volt többé érdemi beleszólása, helyébe dr. Faludi Jenő és pénzcsoportja lépett, akik – az attól szabadulni akaró – Kohneréktől olcsón jutottak a céghez. Lázár Ödön továbbra is vezető pozícióban maradt. A színházzal és erőivel azonban nem jól gazdálkodtak, nagy volt a fluktuáció – ekkor került a színházhoz Bajor Gizi is –, kölcsönökbe bocsátkoztak, és a Magyar Színház Rt. részvényeit zálogként, illetve igazgatósági helyeinek többségét is átadták a Budapesti Ingatlanbanknak. 1925 márciusában a vállalat fizetésképtelenné vált, majd május 17-én bejelentették a csődöt. A tulajdonosok, igazgatósági tagok átadták az irányítást egy kilenc tagú művészkonzorciumnak, melynek elnöke Lázár Ödön lett, aki az összes befolyó jövedelem felett rendelkezett, tagjai pedig a Király Színházból Tihanyi Vilmos és Rátkai Márton, a Magyar Színházból Csortos Gyula és Tarnay Jenő, a Blaha Lujza Színházból Emőd Tamás és Boros Géza, a Belvárosi Színházból Somlay Artúr és Törzs Jenő voltak. A Budapesti Királyi Törvényszék 1925. május 22-én csődön kívüli kényszeregyezségi eljárást indított, majd május 24-én Csathó Kálmánt nevezték ki vagyonfelügyelőnek, amikor is megszűnt a konzorcium irányítása, és elkezdődött az Unió Rt. megszűnésének egy éves folyamata.
1925 augusztusában a Magyar Színház új vezetés alá került: Neumann Dezső vette bérbe a Faludi Jenő igazgatta Unió csődválasztmányától. Ekkor, hosszas huzavona után, végül 10 évre kötött szerződést, amiben az Ingatlan Bank, az Unió főhitelezője három évnyi hitelt adott a tartozások törlesztéséra, különben jogában állt a kölcsönt felmondani. Az új igazgató művészeti igazgatónak Faludi Jenőt választotta. 1926. július és november között a dr. Molnár Dezső csődgondnok által készített leltár alapján a Magyar Színház 391 461 000 korona értéket képvisel, amivel eztán a Magyar Színház Rt. – a többi színházhoz hasonlóan – kivált, és újból önállóan kezdett működni.
1929. júniusában Neumann Dezső visszavonult a színház vezetésétől, mivel Faludi Jenő a szezon végéig a színház kötelezettségeit nem tudta vállalni. A színház a színészek konzorciumává alakult át és a szezon végéig a Szeretem a feleségem című operettet játszották.

#### A Színházfejlesztő Részvénytársaság bérletében
A húszas években a színház újra visszatért – főleg a modern francia – operettekhez, de kevés eredménnyel. 1929. június 13-án a színház konzorciummá alakult. A vezetés ezután gyors egymásutánban váltakozott. 1929. július 27-től a Színházfejlesztő Részvénytársaság bérelte a színházat, vezérigazgatói Rácz György, Torday Ottó (eleinte mint Rácz helyettese), illetve augusztusig Hegedűs József és októberig Blumenthal Oszkár (adminisztratív igazgató) kezdték meg működésüket.
A művészeti vezető 1929 szeptemberétől Bródy István volt, majd hamarosan szintén rövid ideig Relle Pál. 1930-ban Rácz György vezérigazgató Pünkösti Andorra bízta az igazgatói tisztet, akit néhány havi működése után Torday Ottó követett, szeptembertől pedig már Bárdos Artúr volt a színház művészeti vezetője, akitől még évad közben Juhl Marcell vette át a színházat, ami 1932 januárjában be is zárt.

#### A Magyar és Andrássy Színház közös vezetése

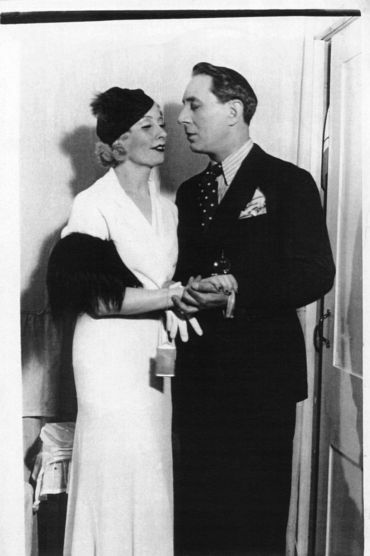
Honthy Hanna és Törzs Jenő 1933-ban

Az 1932–33-as évadban kezdte meg működését a Belvárosi Színház volt igazgatói Heltai Jenő (1936-ig) és Bródy Pál, valamint az Andrássy úti Színház igazgatójának, Wertheimer Elemérnek a rezsimje, akik mellett Marton Sándor (aki már 1908-tól mint jogtanácsos, igazgatósági tag 1940-ig jelen volt a színház életében) volt még ügyvezető a Magyar-színház bérlő kft.-ben, ami neve 1938-tól Magyar és Andrássy Színház Kft. lett. Ők szerződtették a színházhoz a Nemzeti Színháztól nyugdíjazott Hevesi Sándort. Eleinte a korábbi színházaiktól áthozott darabokkal kísérleteztek, majd több sikeres saját előadással folytatták működésüket.
A színház 1937. október 29.-én tartotta fennállásának 40 éves jubileumát, amin Hevesi Sándor mondta az ünnepi beszédet, majd az ő rendezésében játszották el Shakespeare III. Richárdját, Törzs Jenővel a főszerepben.
1939 márciusában a polgármester a régi, „elavult” színháznyitási engedélyeket hatályon kívül helyezte és az új törvények és rendeletek szellemében elkészített engedélyeket a kultuszminiszter által megállapított átmeneti időszakra a következőknek adta ki, így a Magyar Színház engedélyét a régi engedélyes Magyar- és Andrássy Színház kft. helyett az átmeneti időszakra Bródy Pál kapta meg. Hevesi 1939. szeptember 8-i halálával, valamint a színészkamara felállítása után az igazgatóság távozásra kényszerült.
1940 március közepéig a társulat kabaré előadásokat játszott, majd egy évre Csathó Kálmán került a színház élére. A két színház (Magyar Színház és Andrássy úti Színház) zenei igazgatója Losonczy Dezső, főrendezője pedig Vaszary János maradt. Csató 1941 júliusában írói pályájára hivatkozva lemondott, Vaszaryt nevezve meg utódjául, aki végül csak az Andrássy úti Színház igazgatója lett.

#### AzÚj Magyar Színház
1941 őszétől a korábban vidéki színigazgató, Bánky Róbert kapott engedélyt a magánszínház irányítására és Új Magyar Színház néven indította el újra a színházat. Ez a név először 1932-ben, még a korábbi vezetésben merült fel, ám végül nem nevezték át a színházat. Bánky a nyáron alapított Iris filmvállalatot is vezette a színház igazgatásával párhuzamosan, számos színészét foglalkoztatva ott is.
Pénzembere Orosz Barna sátoraljaújhelyi vendéglős, vállalkozó és filmes volt. Műsorán elsősorban klasszikus művek és operettek szerepeltek. A korábbi társulatba a következő színészeket szerződtették: Turay Ida, Szilágyi Szabó Eszter, Simor Erzsi, Zimonyi Márta, Déry Sári, Hidvéghy Valéria, Árpád Margit, Halassy Mariska, Páger Antal, Bilicsi Tivadar, Földényi László, Pethes Ferenc, Juhász József, Vándory Gusztáv, Perényi László, Baló Elemér, Alszeghy Lajos, Sugár Lajos, Tompa Béla, Szentiványi Béla, és Tihanyi Vilmos főrendező, Siklóssy Pál rendező, Endre Emil karmester, Básthy István díszlettervező, illetve Thuróczy Gyula főtitkár – aki azonban már decemberben megvált a színháztól, helyét Benkó Bálint vette át –; továbbá 2-2 darabra szerződést kapott Szeleczky Zita és Kiss Manyi is. A színház főrendezőjét, Tihanyi Vilmost a m. kir. vallás- és közoktatásügyi miniszter is megbízta a színészképző iskolák szakfelügyeletével kapcsolatos teendők ellátására az 1941/42. tanévre. A művészeti vezető az igazgató volt, 1942 novemberétől 1943 márciusáig Papp Jenő, a kor neves kritikusa látta el ezt a feladatot – aki azonban nem tudta megvalósítani művészi elképzeléseit –, Bánky Róbert – aki ekkor katonai szolgálaton volt a tábori színház vezetőjeként és 1942 nyara óta a szegedi színház igazgatója is lett – öccse, Bánky Elemér e közben a gazdasági igazgató lett.

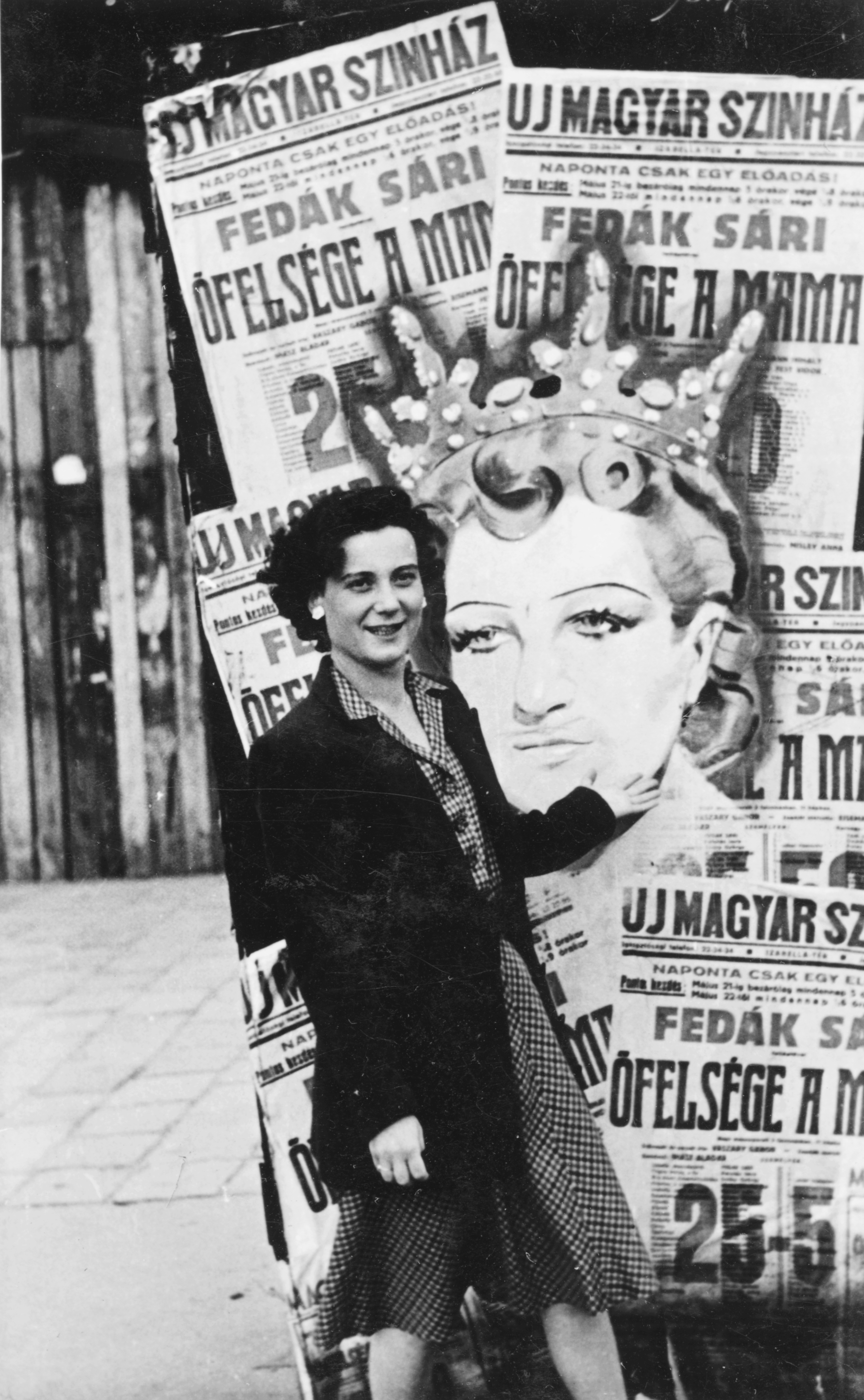
Az Őfelsége a mama plakátja, 1944

1943 áprilisában Bánky Róbert újabb 3 évre kapott bizalmat a polgármestertől, miközben a sajtóban (mint az Akadémiai Értesítő, Diárium, Film Színház Irodalom, Magyar Szemle) heves kritika érte, többek között Ságodi József Köd című darabját és a színház műsorpolitikáját. 1944-ben jobb helyzetbe kerültek, a színházat a német megszállás, az egyre erősödő nyilas terror és hogy Orosz Barna kiszállt a szegedi színház finanszírozásából, nem érintették. Fedák Sári sokszoros teltházas sikerével Vaszary Gábor és Eisemann Mihály Őfelsége a mama című zenés darabjában (a színésznő későbbi népbírósági perében az ebben történt állítólagos „náci karlendítése” is vádpontként szerepelt) a teátrum anyagi helyzete is hosszabb időre stabilizálódott. Még bemutatták a Tábori Színház – az Operaház, a Nemzeti Színház és az Új Magyar Színház művészeiből alakult együttes – közreműködésével Zitás Bertalan ezredes Toldi Miklósát, majd miután Orosz Barna innen – és minden hazai érdekeltségéből – is kivonult és külföldre menekítette vagyonát még Tóth Miklós Utcai ismeretség című darabját, decemberben azonban a teátrumok bezártak és elkezdődött Budapest ostroma.
Bár alapja nem volt, mivel a Horthy-korszakban vezető beosztást töltött be, 1945-ben Bánkyt eltiltották a pályáról – később ugyan igazolták, de állást szakmájában többé nem kapott.

### A második világháború után
Már Németh Antal is megkísérelte a Magyar Színházat a Nemzeti Színházhoz csatolni. 1944 december elején pedig Várkonyi Zoltán is beszélt egy szűkebb körben erről. Ez utóbbi szerint a háború után a Magyar Színház Major Tamás vezetése alá került volna a Nemzeti Színház fiatal gárdájával, akik a városi színházi ifjúsági előadásokon nevelődtek ki. Azonban Horváth Árpád halálával, aki a Nemzeti Színház igazgatását kapta volna feladatul, ez másképpen alakult.
A második világháború után a fővárosi színházak közül még viszonylag épen maradt Magyar Színház épületében 1945. január 28-án tartották az első színházi rendezvényt, az úgynevezett Szabadság Matinét. Ezen többek között Abonyi Géza, Gobbi Hilda, Major Tamás adtak műsort és egy alkalmi zenekar. Zsúfolásig telt a fűtetlen nézőtér, pedig Budán még ropogtak a fegyverek. Az előadás közben is egy (föl nem robbant akna) találat érte az épületet, s így a nyitott zsinórpadláson át hullott a színpadra a hó, miközben Gobbi Hilda szavalt éppen a színpadon. Ugyanezen a napon ugyanitt tartotta meg a Magyar Kommunista Párt is első politikai nagygyűlését, mely előadója Gerő Ernő volt.
1945. február elején a Nemzeti Bizottság által elfogadott és megerősített ötös tanács (Magyar Művészek Szabadszervezete színművészeti osztály) javaslata alapján adták ki a fővárosi színházak nyitási engedélyeit. Az 1944–45. csonka színházi évadra e szerint a Magyar Színház épületét és helyiségeit a Nemzeti Színház használhatatlan épülete helyett annak társulata kapta meg, ami igazgatója Major Tamás lett.
Az 1945–46-os évadtól Both Béla – akit 1945 előtt még Bánky Róbert tett meg a szegedi színház főrendezőjének – szerezte meg a színház koncesszióját, tőkése Gerd Sándor volt. Társulata 1945. július 21–29. között még Szabad Színház néven játszott a Magyar Színház épületében, ezután az együttes felvette az Izabella téri épület nevét. Tagjai Horváth Tivadar, Kállay Ferenc, Soós Lajos, Móricz Lili, Sallai Kornélia, Völcsey Rózsi, Gellért Lajos, Pásztor János, Görbe János, Pártos Géza, Kemény László, Szigeti Jenő voltak. Az igazgató azonban egy éves működés után csődöt jelentett, lemondott – elvállalta a Nemzeti Színház főrendezői posztját. A játszási engedélyt a következő évadra Egri István színművész – és pénzestársa, Hermann Géza – nevére íratta volna át, aki azonban még az átvétel előtt szintén lemondott, mert nem vállalta a korábbi igazgató követelését (amiért Both később be is perelte). Az igazgató nélkül maradt társulat ekkor – jórészt konzorciumos jelleggel – három alkalmi produkciót hozott létre: Az ördög nem alszik, Itt a forint! és Szülők lázadása (ez utóbbiban lépett utoljára színpadra Márkus Emília, szolidaritást vállalva a nyomorgó színészkollégákkal) címmel.
Csak szeptemberben került igazgató a színház élére, Sárosi Ferenc tésztagyáros személyében. Hegedűs Tibor főrendezővel (aki azonban már októberben felmondott és Szegedre ment) és Szántó Armand dramaturggal kezdte meg a színház szervezését. A társulat 21 színészéből 16-ot vett át (míg a többiek beperelték a korábbi Both Bélát), köztük Solti Györgyöt, új tagoknak pedig Karádi Bélát, Ajtay Andort, Bilicsit akarta szerződtetni. A színház azonban hamarosan újra válságba került, annak ellenére, hogy a Békeffi István, Stella Adorján Janika című vígjátékának (főszerepben Turay Idával és Sárdy Jánossal) a sikerére Matzner Károly, a Fox-Film magyarországi vezetője is felfigyelt 1946 októberében. Azonban a színház igazgatója 1947 februárjában visszaadta koncesszióját. Nemsokára már a gazdasági rendőrség kőrözte, mivel állami támogatásokból és a színház bevételéből fedezte adósságait, így anyagi csődbe sodorta a társulatot. Márciusban – Sárosi engedélyének megvonása mellett – rövid időre be is zárta kapuit a teátrum, majd pedig saját produkciók helyett a Nemzeti Színház és az Opera vendégszerepléseiből tartotta el magát az ideiglenes vezetés.
Az 1947–48-as évadra a Városi Színház (ami ekkor moziként is működött, ennek bevételéből) vette bérbe a Magyar Színházat, miközben szó esett arról is, hogy Major társulata vegye ismét birtokba az épületet, végül továbbra is csak vendégelőadásokra szerződtek – ami csak tovább növelte költségeit. Szeptemberben még Goda Gábor kategorikusan tagadta a színház községesítési tervét, amiről ekkoriban Éber Antal cikkezett, de októberben már nyilvánosságra került és a főváros közgyűlésén is állandó napirenden volt, hogy tulajdonképpen a főváros vette kezelésbe. Az állam minden támogatását kilátásba helyezte, és a Nemzeti Színház társulata állandó (száz estére szóló) vendégjátékra ígérkezett. Az engedélyokiratot Gáspár Margit kapta meg, gazdasági vezetője Bródy Miklós volt. A Városi Színház klasszikus operetteket adott a Magyar Színházban, délutánonként pedig gyermekelőadásokat rendeztek. Mivel a főváros – a koncesszió kiadásakor tett ígéretéhez híven – egyáltalán nem támogatta a teátrum működését és annak ténylegesen csak a Városi színház bevételei szolgáltak működési fedezetül, az eleve megroppant anyagi helyzetű intézmény mintegy félmillió forintos ráfizetéssel zárta az évadot.
A színházat 1948 nyarán államosították.
1948. október 20-án a Magyar Színház már hivatalosan is mint a Nemzeti Színház kamaraszínháza nyitotta meg kapuit. Ekkor még a Varga Mátyás által újra megrajzolt egykori, Beöthy idejéből származó fejléc alá került a szöveg, hogy: „a Nemzeti Színház kamaraszínháza”.
A Magyar Színház nevet 1951 szeptemberéig tarthatta meg, amikor is a Madách Színház költözött falai közé 1961 áprilisáig, amikor is eredetileg csak őszig, de végül 1962 januárjáig – amíg a Blaha Lujza téri épületében felújítási, átalakítási, tatarozási munkálatokat végeztek – a Nemzeti Színház vette birtokba.
1962 júniusában az épületben vendégszerepelt a Laterna Magika prágai vizuális látványszínház. Az alkalomra a színház nézőterének egy részét és a színpadot át kellett alakítani, hogy el tudják helyezni a produkcióhoz szükséges technikai berendezést. Ezután ismét visszakapta a Magyar Színház nevet, amikor is a Miskolci Nemzeti Színház előadásit láthatta ott a közönség. Novemberben már a Petőfi Színháznak utalták ki az épületet, eredetileg csupán addig, amíg renoválják Nagymező utcai épületét, bár itt is, a technikai és műszaki berendezések javításra szorultak. Végül 1964. május 2-áig játszott az Izabella téri színházépületeben, mikor is társulata feloszlott. Ezután még 11—14 között a Pécsi Balett vendégszerepelt, majd az építőmunkások hozzáláttak a színház átépítéséhez és korszerűsítéséhez, hogy „az, a munkálatok elvégzése után egy időre otthont adjon a Nemzeti Színháznak”, ami 2000 szeptemberében végül nevében egyesítette a két színház múltját és onnantól Pesti Magyar Színház (rövid nevén Magyar Színház) néven játszott tovább.

## Az épület

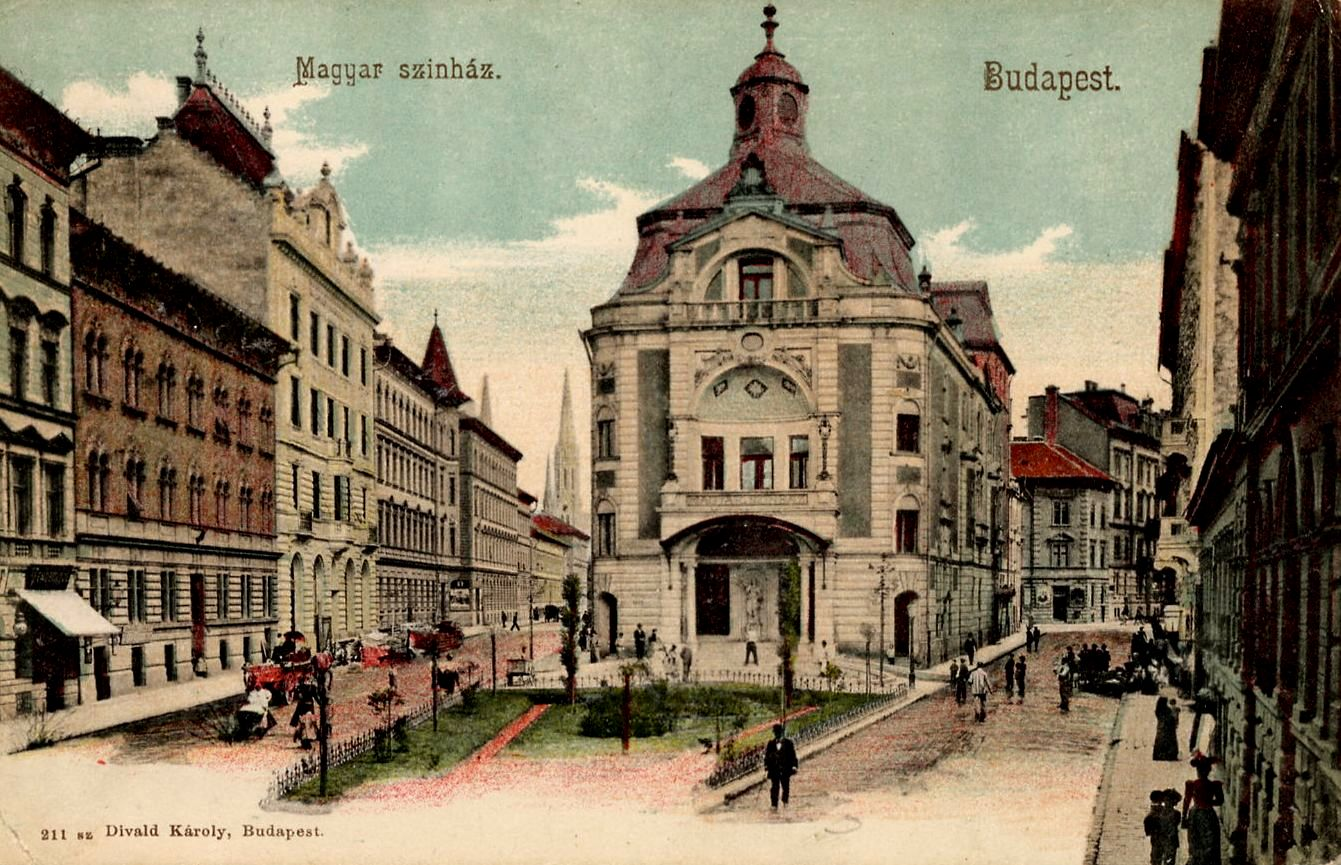
Magyar Színház 1897. A Láng Adolf tervei alapján épült régi épület – korabeli képeslap

Az épület homlokzata Dob utca irányába néz, az épület által kialakított kis tér felé, többi oldalait az Izabella, a Szövetség és a Wesselényi utcák határolják.
A Magyar Színház körülbelül egy esztendő alatt, 1897-re épült föl. Az egész beépítendő hely 1260 négyszögméter volt. A színház terveinek elkészítésére és fölépítésére az alapítók Láng Adolf budapesti műépítésszel kötöttek szerződést. Az egész színház építési költsége 250 000 forintra rúgott.
A színház előtti park kialakítása Ilsemann Keresztély munkája volt. 1954-ben Medgyessy Ferenc Táncosnő nevű szobra a Fővárosi Tanács megrendelésére került az akkor Madách Színház elé, mint díszkút. 1977-ben áthelyezték a Kálvin téri református templom, majd 1982-ben a Madách Imre térre, a Madách Kamara Színháza elé.
A Magyar Színház belsejének alapszíne ekkor kalotaszegi mintára készült, ami meglehetősen elütött a főváros addigi színházaitól. A színházban csak ülőhelyek voltak, 1076 személy számára. A 6 földszinti, 16 erkély- és 16 első emeleti páholyban 152 személy fért el. A földszinten 310, az első erkélyen 279, a második erkélyen 188 ülőhely volt. A telek kedvezőtlen alakja miatt került a főbejárat a Dob utca felé eső oldalra, annak keskeny volta miatt a földszinti előcsarnokot és a ruhatárat lehető legjobban megszűkítették.
A följárat az előcsarnokba vezetett, amely egy oszlopokon nyugvó nyolcszögletes kupolatér volt, minden oldalról nyílással: közepén bejárattal a földszinti támlásszékekhez, illetve a ruhatárba, két oldalt pedig a második erkély és karzat-lépcsők vezettek. Ez utóbbiak között kaptak helyet az első erkély- és páholylépcsők, és a földszinti folyosó, illetve a földszinti páholyfolyosó is. A bejáratok mellett voltak a második erkély és a karzat kijárásai. A páholyokhoz elkülönített följárók, bemenetek és lépcsők szolgáltak az Izabella és a Szövetség utcákról. A földszinti ruhatárból jobbra és balra elágazó folyosókból hat ajtó vezetett a földszinti támlásszékekhez, két külön ajtó pedig az Izabella, illetve a Szövetség utcára úgy, hogy a földszinti közönség egy része eltávozhatott anélkül, hogy az előcsarnokot érintenie kellett volna. Az első erkély ruhatára az erkélylépcső fél- magasságában, az erkélypáholyokkal egy vonalban talált elhelyezést. Egyenlő magasságban voltak az első erkély és az első emeleti páholyok, ahogy egy díszes cukros-bolt is nyílt teraszával. A második erkély- és karzatlépcsők a második erkély magasságában végződtek, s ezek között volt a ruhatár és egy büfé. Innen lépcsők vezettek tovább a karzatra, amelynek csarnokáról tágas erkély nyílt.
A színpad és mellékhelyiségei a Wesselényi utca hosszában fekszenek. A színpad 1897-ben körülbelül 20 méter széles, 10 méter hosszú és 19 méter magas volt. Ehhez járult a hátsó színpad, amely 5 méter széles, 12 méter hosszú és 9 méter magas volt. A zenekari árok mélyített és részben takart, de úgy, hogy a közönség nem is láthatja. A színház összes szerkezete tűzbiztos anyagból készült.
A nézőtér központi légfűtésre volt berendezve. Bőséges szellőzésről is gondoskodtak. Az egész házat villámos fény világította meg. A színpad minden követelményeknek megfelelő, modern világítási berendezéssel, mindenfelé színváltoztatással, elsötétítéssel rendelkezett. A szokásos színpadi zápor sem hiányzott, hogy tűzveszély ellen megóvja a közönséget.
Az összes lépcsők és folyosók az utcára néztek, hogy a veszélyes összetorlódást mindig el lehessen kerülni. Arra is gondoltak, hogy a pót-gyertyavilágítás a külső levegővel összeköttetésben volt, úgy, hogy a gyertya magában a füstös atmoszférában is tovább égjen, ha a villámos világítás a szolgálatot fölmondaná.

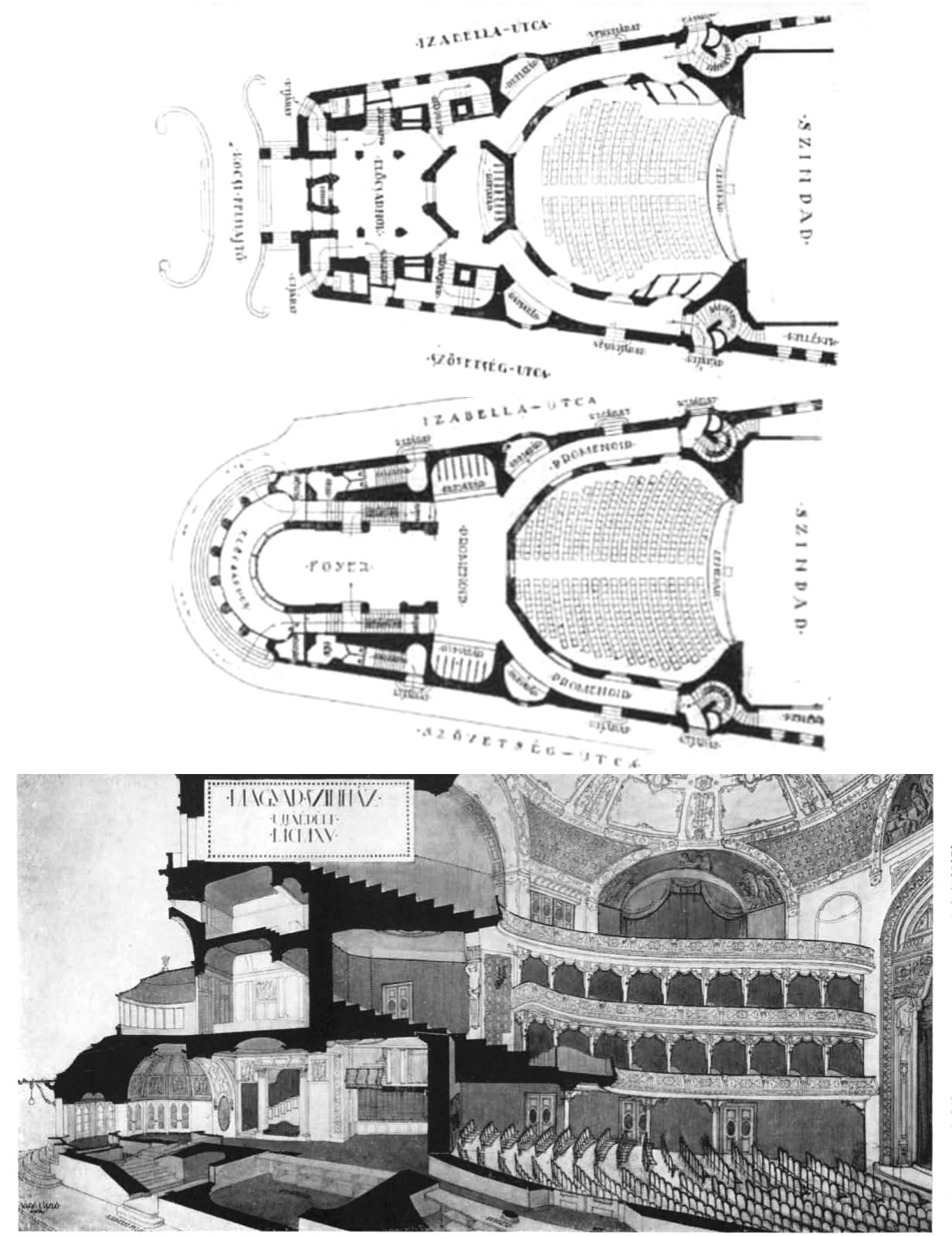
Az 1897-es és a Vágó László által átalakított (1915) Magyar Színház

A színház homlokzata egyszerű volt, szerény körvonalakkal. A nézőtér amfiteátrális elrendezésű volt, fölötte minden támasz nélkül szépen díszített kupolatető, pendantjaival és középrozettával, csillárral. A világítás központi volt, a középrosettából 246 izzólámpa szórta a fényt a nézőtérre. A mélyebb helyekre, ahol már a központi világítás nem nyújtott elég fényt, kiegészítő világításról gondoskodtak. A nézőtér díszítésénél és festésénél a műépítész az akkor szokásos aranyozást teljesen mellőzte, világos alapra fehér, vörös, sárga, kék színekkel dolgozott, majd a kalotaszegi hímzések mintájára egy magyar renaissence-t keresett. Kitűnőnek írták le a színház akusztikáját is.

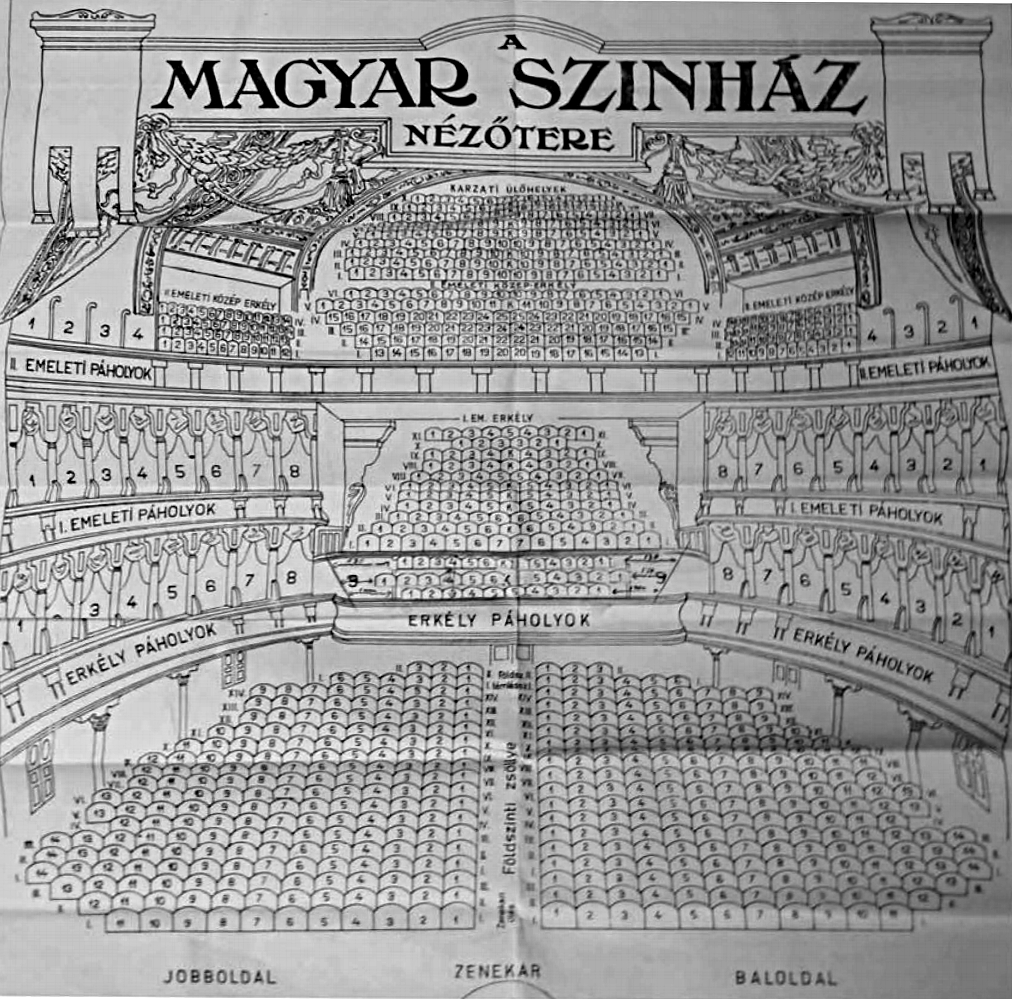
A nézőtér, 1914-es átépítése után

1914-ben a színházat Vágó László építész építette át: új előcsarnok épült, a nézőtér férőhelyeit pedig egy átrendezéssel jóval ezer fölé növelték. „A szó szoros értelmében kivájta a színház belsejét” – fogalmazott 1915-ben Relle Pál. tágas előcsarnokot alakított ki. A kocsifelhajtó helyére kerek, oszlopos, fedett helyiség került. Innen lépcsők vezettek a páholyerkélyekhez, míg a karzathoz külön lépcsőkön, az utca felől lehetett feljutni. Ez a korábbi torlódásoknak véget vetett. A ruhatárak és a többi mellékhelyiség könnyen megközelíthetően a két oldalra kerültek. A földszinti páholyokat megszüntette helyükre a nézőtérről kivezető ajtók kerültek, az emeleti páholysorokat előbbre hozta és megdöntötte. Az első erkély elé nyitott páholyok kerültek. A nézőtér színvilágát: fehér-aranyba díszítőelemek és fehér oszlopok között a székek fekete keretű, bordó és bíborvörös selyembrokát-huzatjai, drapériák, kárpitok, tükrök és az új világítás alakította, mennyezetén Kádár Béla három pasztelltónusú rajzfreskója volt. Az átalakított Magyar Színház 1914. december 20-án nyílt meg.
A második világháború után a fővárosi színházak közül viszonylag épen maradt az épület. A nézőtér sokáig fűtetlen volt, 1945. január 28-án pedig egy föl nem robbant akna felsértette a zsinórpadlás feletti tetőteret.

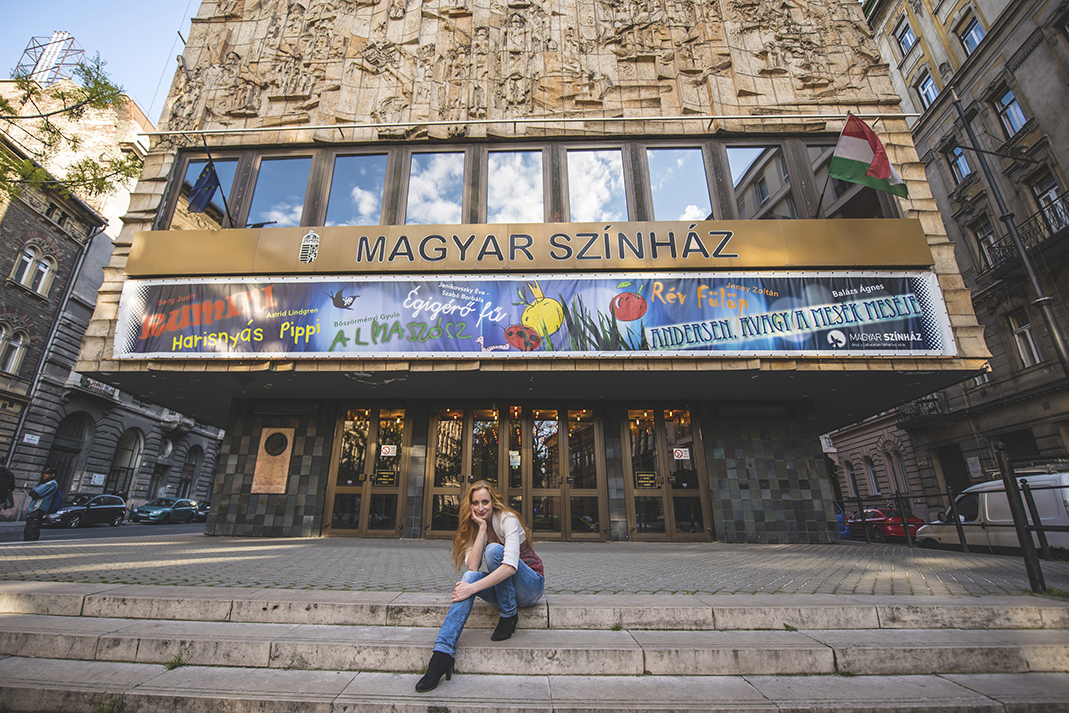
A Magyar Színház bejárata előtt Losonczi Kata színésznő 2015-ben

A Hevesi Sándor téren álló teátrum 1964−1966 között nyerte el a mai arculatát, amikor Ázbej Sándor tervei alapján teljesen átépítették. Az üléssorok tervezője és az 1964–66-os átépítés kivitelezője a Középülettervező Vállalat (KÖZTI) volt. A Hevesi Sándor téri parkot a színház átépítésekor felvonulási területként vették igénybe, helyreállítását a Nemzeti Színház igazgatósága a Fővárosi Kertészeti Vállalatnál rendelte meg 1968 nyarán, amit 1969. április 4-ig kellett rendezniük. A régi színházat egészen a vasfüggönyig elbontották, szerkezetéből csak a nézőtér főfalrendszere és tetőszerkezete, valamint az üzemi rész főfalrendszere maradt meg. Az Ázbej-féle új épület főhomlokzata zsolnai pirogránitból Illés Gyula munkája. Az épületgépészet, a színpadtechnika egészét, valamint a belsőépítészeti berendezéseket is teljesen kicserélték. A színpad hasznos játéktere 180 m2, a teljes mérete 300 m2. A nézőtér kagylóformájú, keresztben emeleti középerkéllyel. Az emeletek száma a közönségforgalmi részben kettő, az üzemi szárnyban öt. A színház befogadóképessége 665 fő, világítása vegyes, fűtése központi, gázkazánnal. Az épület stúdiószínháztermét, a Sinkovits Imre Színpadot 2001-ben alakították ki a korábbi háziszínpad átépítésével.

## Igazgatók
Magyar Színház Részvénytársaság
- Relle Iván (1897–1898)
- Beöthy László (1898–1900)
- Leszkay András (1901–1907)
- Beöthy László és Lázár Ödön titkár[99] (1908–1918)

A Magyar Színház Rt az Unió Színházüzemi és Színházépítő Részvénytársaság egyik színháza (1918–1925) 
- Beöthy László vezérigazgató 1924-ig – aki ezután a társaság elnöke lett –,[100] majd Faludi Jenő követte ebben a posztban, a konszern bukása után[101]

Vajda László művészeti igazgató (1918–1922)
Beöthy László (megbízott helyettesítő igazgató, 1922–1924)
- Neumann Dezső bérlő – Faludi Jenő művészeti vezető (1924–1929)[6]

1929. június 19.-én a színház megmentésére művészei konzorciummá alakultak – művészeti vezető: Hegedűs Gyula
- Rácz György és Torday Ottó (eleinte mint Rácz helyettese), Blumenthal Oszkár (adminisztratív igazgató októberig[15]), augusztusig Hegedűs József vezérigazgatók (1929. július 27.–1930.)[12][13][14]

Bródy István művészeti vezető (1929. július–október)
Relle Pál dramaturg igazgató (1929. november)
Pünkösti Andor művészeti vezető (1929. december–1930. január)
Torday Ottó művészeti vezető (1930. február–június)
Bárdos Artúr és Juhi Marcell (később csak egyedül Juhi) (1930–31-es évad)
- Wertheimer Elemér és Bródy Pál (1932–1939 március)[25]
- Bródy Pál (1939–1940 március)[6]
- Csathó Kálmán (1940–1941)[6]
- Bánky Róbert (1941–1944) – Új Magyar Színház

Papp Jenő művészeti igazgató 1942 november–1943 február között
- Both Béla (1945–1946)
- Sárosi Ferenc (1946 ősz–1947 tavasz) – művészeti vezetője: Szántó Armand
- Gáspár Margit (1947–1948 június)

1945-től időnként a Nemzeti Színház társulata is játszott itt. Az épület 1948–1951 között már hivatalosan is a Nemzeti Színház kamaraszínháza.